# Contea di Neixiang
La contea di Neixiang (内乡县S, Nèixiāng XiànP) è una contea della Cina, situata nella provincia di Henan e amministrata dalla prefettura di Nanyang.